# FSV Cottbus 99
FSV Cottbus 99 was een Duitse voetbalclub uit de Brandenburgse stad Cottbus. De club ontstond uit een fusie in de jaren dertig. In 2001 werd de club opgeheven.

## Geschiedenis
De club werd opgericht als turnclub TV Friesen 1893 Cottbus. In 1930 fuseerde de club met voetbalclub Cottbuser SC 1896 en werd zo TSG Cottbuser SC Friesen en ging van start in de tweede klasse van de Neder-Lausitzse competitie. De club werd winnaar van de Gauliga Forst en nam deel aan de eindronde voor promotie, waar ze derde werden op vier clubs. Ook het volgende seizoen werd de club winnaar, al werd nu SC Union 05 Cottbus, dat twee wedstrijden minder gespeeld had, naar de eindronde gestuurd. In 1933 eindigde de club op een vijfde plaats. 
Na dit seizoen werd de competitie in Duitsland geherstructureerd. De Gauliga werd ingevoerd als nieuwe hoogste klasse en de clubs uit Cottbus werden ingedeeld in de Gauliga Berlin-Brandenburg, in plaats van de Gauliga Schlesien, waar hun concurrenten van de afgelopen dertig jaar gingen spelen. Door de zware concurrentie van de Berlijnse clubs werd slechts één club uit de Neder-Lausitzse competitie toegelaten. Dat was kampioen Cottbuser FV 1898. Maar om een volwaardig team neer te kunnen zetten werd de club gedwongen om te fuseren met Cottbuser SC Friesen. Onder de naam SV Cottbus Süd trad de club in de Gauliga aan, maar werd daar afgetekend laatste. Na dit seizoen werd de fusie ongedaan gemaakt. In 1937 promoveerde de club opnieuw en werd zevende op tien clubs. Het volgende seizoen werd de club echter weer laatste en degradeerde. Hierna kon de club niet meer terugkeren naar de Gauliga.
Na de Tweede Wereldoorlog werden alle Duitse voetbalclubs ontbonden. De club werd heropgericht als BSG Reichsbahn Cottbus en nam in 1950 de naam BSG Lokomotive Cottbus aan. Het merendeel van de Oost-Duitse clubs hadden een moederbedrijf waaronder ze vielen en de club viel onder de Deutsche Reichsbahn, de Duitse spoorwegen. In 1950 was de club medeoprichter van de DS-Liga, de nieuwe tweede klasse waar de club zesde werd op tien clubs. Het volgende seizoen degradeerde de club. Tot midden jaren 70 speelde de club in de derde klasse (II. DDR-Liga en Bezirksliga Cottbus). In 1974 en 1982 promoveerde de club nog naar de tweede klasse, maar moest telkens na één seizoen een stapje terugzetten.
Na de Duitse hereniging werd de naam gewijzigd in ESV Lok Cottbus en de club speelde in de Verbandsliga Brandenburg, op dat moment nog de vierde klasse. In 1998 degradeerde de club en werd de naam FSV Cottbus 99 aangenomen. Na een nieuwe degradatie in 2001 besloot de club om de boeken neer te leggen.